# Мечеть Актас
Мечеть Актас (Актасская мечеть) (каз. Ақтас мешіті) — мечеть, расположенная в Жанакорганском районе Кызылординской области в 6 км к югу от железнодорожной станции Бесарык, памятник архитектуры XIX века. Сооружена в 1884 году, автор строения неизвестен.
В 1982 году мечеть Актас была включена в список памятников истории и культуры Казахской ССР республиканского значения и взята под охрану государства.

## Архитектура
Сооружение в плане — квадратное, размеры внутренней стороны составляют 12 м, размер постройки 20×20 м, наибольшая высота 20 м. Интерьер расширен за счёт четырёхстрельчатых пристенных ниш глубиной до 2 м каждая.
Переход к куполу осуществлён с помощью двухъярусного четырёхгранного барабана с отсечёнными углами. Кирпичная кладка фасада украшена несложными декоративными рустовками. Главный фасад выделен тремя высокими арками, завершённых тимпанами. У трёх фасадов имеются большие дверные проёмы с окнами под ними.
По верху четверика проходит декоративная полоска с геометрическим орнаментом. Купол завершён куббой.
Михраб находится в середине западной стены.